# Prudential RideLondon & Surrey Classic 2016
Das 5. Prudential RideLondon & Surrey Classic 2016 war ein britisches Straßenradrennen in London und der Region Surrey. Dieses Eintagesrennen fand am Sonntag, den 31. Juli 2016, statt und hatte eine Länge von 202,3 km. Es gehörte zur UCI Europe Tour 2016 und war dort in der Kategorie 1.HC eingestuft.

## Rennergebnis
| #      | Fahrer           | Team                  | Zeit       |
| ------ | ---------------- | --------------------- | ---------- |
| Sieger | Tom Boonen       | Etixx-Quick Step      | 4h 43′ 55″ |
| 2.     | Mark Renshaw     | Team Dimension Data   | gl. Zeit   |
| 3.     | Michael Matthews | Orica-BikeExchange    | gl. Zeit   |
| 4.     | Jens Debusschere | Lotto Soudal          | gl. Zeit   |
| 5.     | Jarosław Marycz  | CCC Sprandi Polkowice | gl. Zeit   |
| 6.     | Paolo Simion     | Bardiani CSF          | gl. Zeit   |
| 7.     | Floris Gerts     | BMC Racing Team       | gl. Zeit   |
| 8.     | Tobyn Horton     | Madison Genesis       | gl. Zeit   |
| 9.     | Steele Von Hoff  | ONE Pro Cycling       | gl. Zeit   |
| 10.    | Mark McNally     | Wanty-Groupe Gobert   | gl. Zeit   |